# Karlová
Karlová (hongrois : Turóckárolyfalva) est un village de Slovaquie situé dans la région de Žilina.

## Histoire
La première mention écrite du village date de 1272.

## Démographie

### Évolution de la population
| Année:               | 1994. | 2004.   | 2014.   | 2024.   |
| -------------------- | ----- | ------- | ------- | ------- |
| Nombre de personnes: | 117   | 114     | 106     | 112     |
| Différence:          |       | -2,56 % | -7,01 % | +5,66 % |

| Année:               | 2023. | 2024.   |
| -------------------- | ----- | ------- |
| Nombre de personnes: | 110   | 112     |
| Différence:          |       | +1,81 % |